# Agelena choi
Agelena choi är en spindelart som beskrevs av Paik 1965. Agelena choi ingår i släktet Agelena och familjen trattspindlar. Inga underarter finns listade i Catalogue of Life.